# كيكو تسوجي
كيكو تسوجي (باليابانية: 辻恵子؛ بالكانا: つじ けいこ) هي عارضة يابانية، ولدت في 1994 في ناغو في اليابان.